# بال باكوس
بال باكوس (بالمجرية: Bakos Pál)‏ هو مجدف مجري، ولد في 1932.

## وصلات خارجية
- بال باكوس على موقع الاتحاد الدولي للتجديف (الإنجليزية)
- بال باكوس على موقع أوليمبيديا (الإنجليزية)